# Молуккский пролив

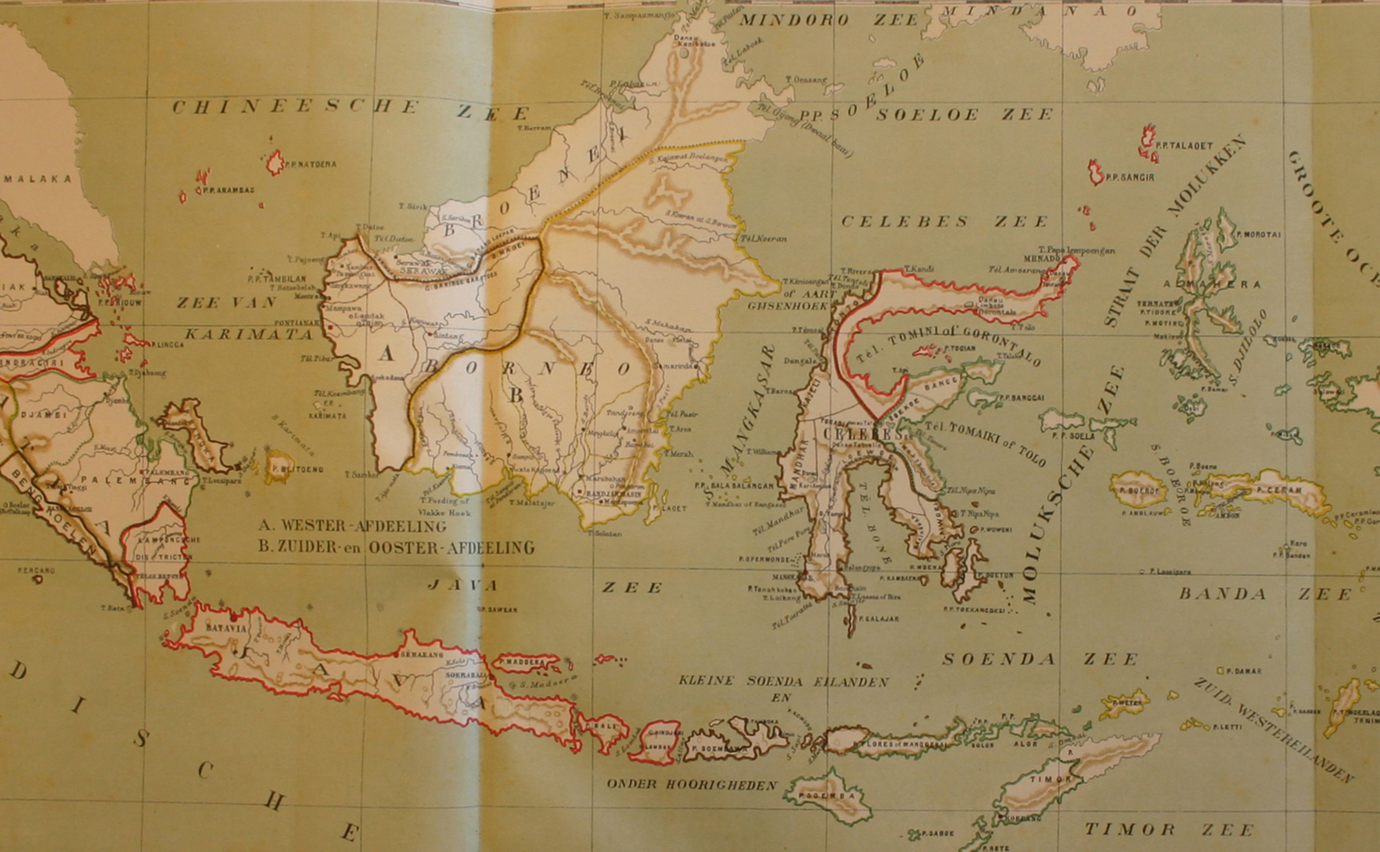
Молуккский пролив

Молу́ккский проли́в — пролив на севере Молуккского моря, разделяющий острова Сулавеси и Сангихе на западе и остров Хальмахера на востоке. Является одним из проливов, соединяющих Тихий океан с морями Малайского архипелага. Глубины пролива достигают 3509 м. Течения в проливе имеют скорость 1,2—1,8 км/час и сезонный характер.
Через Молуккский пролив воды пониженной солёности проникают в восточные моря Зондского архипелага. Основной водообмен в Молуккском пролив происходит при глубине свыше 2000 м.